# Recensământul Statelor Unite ale Americii din 1790
Recensământul Statelor Unite ale Americii din 1790 (engleză The United States Census of 1790) a fost primul dintre recensămintele efectuate o dată la zece ani în Statele Unite ale Americii, fiind primul dintr-o serie ce cuprinde azi 23 de calculări ale populației Uniunii. S-au numărat aproape 4 milioane de persoane.  Orașele importante erau Philadelphia, cu 42.000 de locuitori, New York City cu 33.000, Boston, cu 18.000, Charleston, cu 16.000 și Baltimore, cu 13.000. 

## Componența Statelor Unite ale Americii în 1790

Animaţie prezentând ordinea intrării statelor în Uniune (1776 - 1959)

În 1790, Uniunea era constituită din cele 13 state care fuseseră cele treisprezece colonii originare care se răsculaseră contra Marii Britanii în 1775 - 1776.  În ordinea strictă a semnării Constituției Statelor Unite și deci a ratificării aderării la Uniune, acestea au fost:
1. Delaware la 7 decembrie 1787
2. Pennsylvania la 12 decembrie 1787
3. New Jersey la 18 decembrie 1787
4. Georgia la 2 ianuarie 1788
5. Connecticut la 9 ianuarie 1788
6. Massachusetts la 6 februarie 1788
7. Maryland la 28 aprilie 1788
8. Carolina de Sud la 23 mai 1788
9. New Hampshire la 21 iunie 1788
10. Virginia la 25 iunie 1788
11. New York la 26 iulie 1788
12. Carolina de Nord la 21 noiembrie 1780
13. Rhode Island la 29 mai 1790